# Grandma's Boy
Grandma's Boy es una película cómica de 2006 dirigida por Nicholaus Goossen, protagonizada y escrita por Allen Covert y Nick Swardson. Relata la historia de un tester de videojuegos que es expulsado de su hogar y tiene que vivir con su excéntrica abuela. Doris Roberts, Linda Cardellini, Shirley Jones, Shirley Knight, Peter Dante, Joel Moore, Jonah Hill y Kevin Nealon completaron el reparto de la cinta.

## Sinopsis
Alex (Allen Covert) es un probador de videojuegos de 35 años que vive con su amigo Josh (Jonathan Loughran). Cuando Josh gasta el dinero de su alquiler en prostitutas filipinas, su casero (Rob Schneider) los echa, y Alex tiene que encontrar un nuevo lugar para vivir. Alex pasa una noche con su compañero de trabajo Jeff (Nick Swardson), pero Jeff todavía vive con sus padres. Después de un vergonzoso "encuentro" con la madre de Jeff, en el que es sorprendido masturbándose en el baño y luego eyacula sobre ella, Alex se ve obligado a mudarse con su abuela Lilly (Doris Roberts) y sus dos excéntricas amigas, Bea (Shirley Knight) y Grace (Shirley Jones).

## Reparto
- Allen Covert es Alex.
- Linda Cardellini es Samantha.
- Nick Swardson es Jeff.
- Doris Roberts es Lilly.
- Shirley Jones es Grace.
- Shirley Knight es Bea.
- Peter Dante es Dante.
- Joel Moore es J.P.
- Kevin Nealon es Simon Cheezle.
- Jonah Hill es Barry.
- Kelvin Yu es Kane.
- Chuck Church es Dan.
- Jonathan Loughran es Josh.
- Scott Halberstadt es Bobby.
- Rob Schneider es Yuri.
- David Spade es Shiloh.
- Abdoulaye N'Gom es Shakalu.
- Frank Coraci es Steven.